# 玉神面

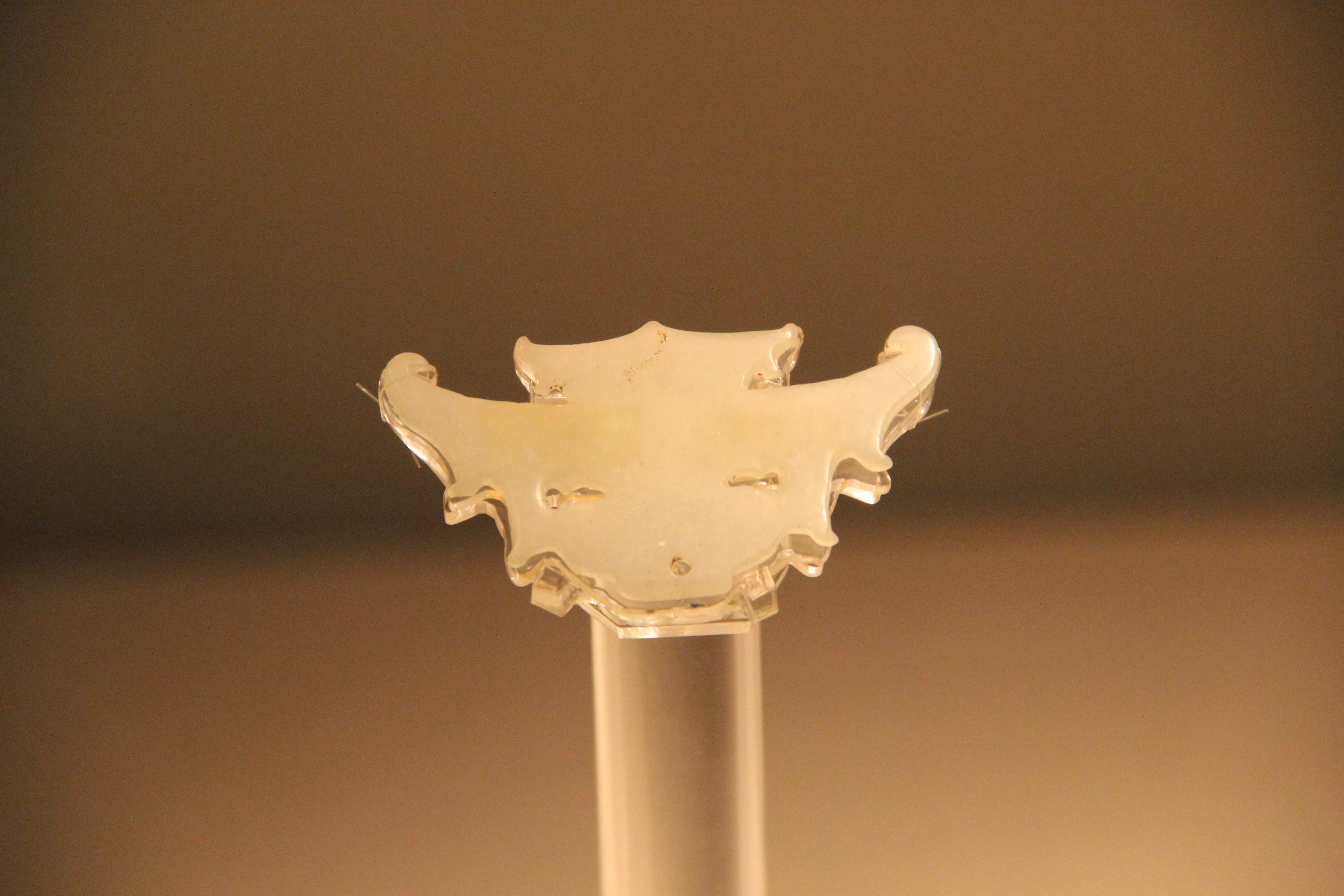
玉神面，现藏于山西博物院

玉神面，为中华人民共和国山西博物院藏的一个新石器时代玉器文物，时代约公元前2500年，为国家一级文物。

## 特点
2002年，陶寺遗址M1墓挖掘出土。玉神面呈长3.5厘米、宽6.5厘米。为扁平倒三角形状，为神人形象。双眼镂空，下部三角处钻圆孔一个，似人嘴又可用作穿孔。为新石器时代晚期中原龙山文化风格，为宗教巫神用品。类似的玉器刻纹在良渚文化反山16号墓、良渚文化玉三叉形器（瑶山7号墓出土）等地也出现。